# Tour du Finistère 2000
Il Tour du Finistère 2000, quindicesima edizione della corsa, si svolse il 28 agosto su un percorso con partenza e arrivo a Quimper. Fu vinto dal francese Sébastien Hinault della Crédit Agricole davanti ai suoi connazionali Jean-Cyril Robin e  Anthony Langella.

## Ordine d'arrivo (Top 10)
| Pos. | Corridore           | Squadra           | Tempo    |
| ---- | ------------------- | ----------------- | -------- |
| 1    | Sébastien Hinault   | Crédit Agricole   | 4h48'38" |
| 2    | Jean-Cyril Robin    | Bonjour-Toupargel | s.t.     |
| 3    | Anthony Langella    | Crédit Agricole   | a 2"     |
| 4    | Dmitriy Fofonov     | Besson Chaussures | s.t.     |
| 5    | Frédéric Lecrosnier |                   | a 24"    |
| 6    | Anthony Morin       | Crédit Agricole   | a 2'36"  |
| 7    | Xavier Jan          | FDJ               | s.t.     |
| 8    | Sergej Jakovlev     | Besson Chaussures | a 3'05"  |
| 9    | Cédric Loue         |                   | a 3'09"  |
| 10   | Alexei Sivakov      | Big Mat-Auber 93  | s.t.     |